# 橋本昭洋
橋本 昭洋（はしもと あきひろ）は、日本の工学者。専門は社会システム、システム評価決定論。筑波大学名誉教授。日本オペレーションズ・リサーチ学会事例研究奨励賞受賞。

## 人物・経歴
1968年大分県立大分上野丘高等学校卒業。1972年東京工業大学工学部社会工学科卒業。1974年工業開発研究所研究員。1979年日本学術振興会奨励研究員。1981年東京工業大学大学院理工学研究科社会工学専攻博士課程修了、論文「環境汚染制御のための群別排出料金賦課規制策に関する研究」で東京工業大学工学博士の学位を取得。筑波大学社会工学系助手、同講師、同教授、社会工学系長を歴任。1994年日本オペレーションズ・リサーチ学会事例研究奨励賞受賞。2015年筑波大学名誉教授の称号を受けた。

## 著書
- 『日本のQOLの推移測定』 筑波大学 2006年
- 『DEAフレックス総合評価法 : 社会システム分析への適用』筑波大学出版会 2015年